# Маунд-Сіті (Канзас)
Маунд-Сіті (англ. Mound City) — місто (англ. city) в США, в окрузі Лінн штату Канзас. Населення — 647 осіб (2020).

## Географія
Маунд-Сіті розташований за координатами 38°8′22″ пн. ш. 94°49′16″ зх. д. / 38.13944° пн. ш. 94.82111° зх. д. (38.139532, -94.821245).  За даними Бюро перепису населення США в 2010 році місто мало площу 3,28 км², з яких 2,76 км² — суходіл та 0,51 км² — водойми.

## Демографія
Згідно з переписом 2010 року, у місті мешкали 694 особи в 297 домогосподарствах у складі 177 родин. Густота населення становила 212 особи/км².  Було 351 помешкання (107/км²).
Расовий склад населення:
| - 95,8 % — білих - 1,0 % — чорних або афроамериканців - 0,6 % — корінних американців - 1,0 % — осіб інших рас |

До двох чи більше рас належало 1,6 %. Частка іспаномовних становила 1,7 % від усіх жителів.
За віковим діапазоном населення розподілялося таким чином: 22,8 % — особи молодші 18 років, 57,3 % — особи у віці 18—64 років, 19,9 % — особи у віці 65 років та старші. Медіана віку мешканця становила 40,6 року. На 100 осіб жіночої статі у місті припадало 91,2 чоловіків;  на 100 жінок у віці від 18 років та старших — 90,1 чоловіків також старших 18 років.
Середній дохід на одне домашнє господарство  становив 52 326 доларів США (медіана — 38 839), а середній дохід на одну сім'ю — 62 139 доларів (медіана — 43 438). За межею бідності перебувало 19,2 % осіб, у тому числі 22,0 % дітей у віці до 18 років та 9,4 % осіб у віці 65 років та старших.
Цивільне працевлаштоване населення становило 280 осіб. Основні галузі зайнятості: освіта, охорона здоров'я та соціальна допомога — 30,7 %, роздрібна торгівля — 17,9 %, будівництво — 15,4 %.